# Scharfenbergkoppel

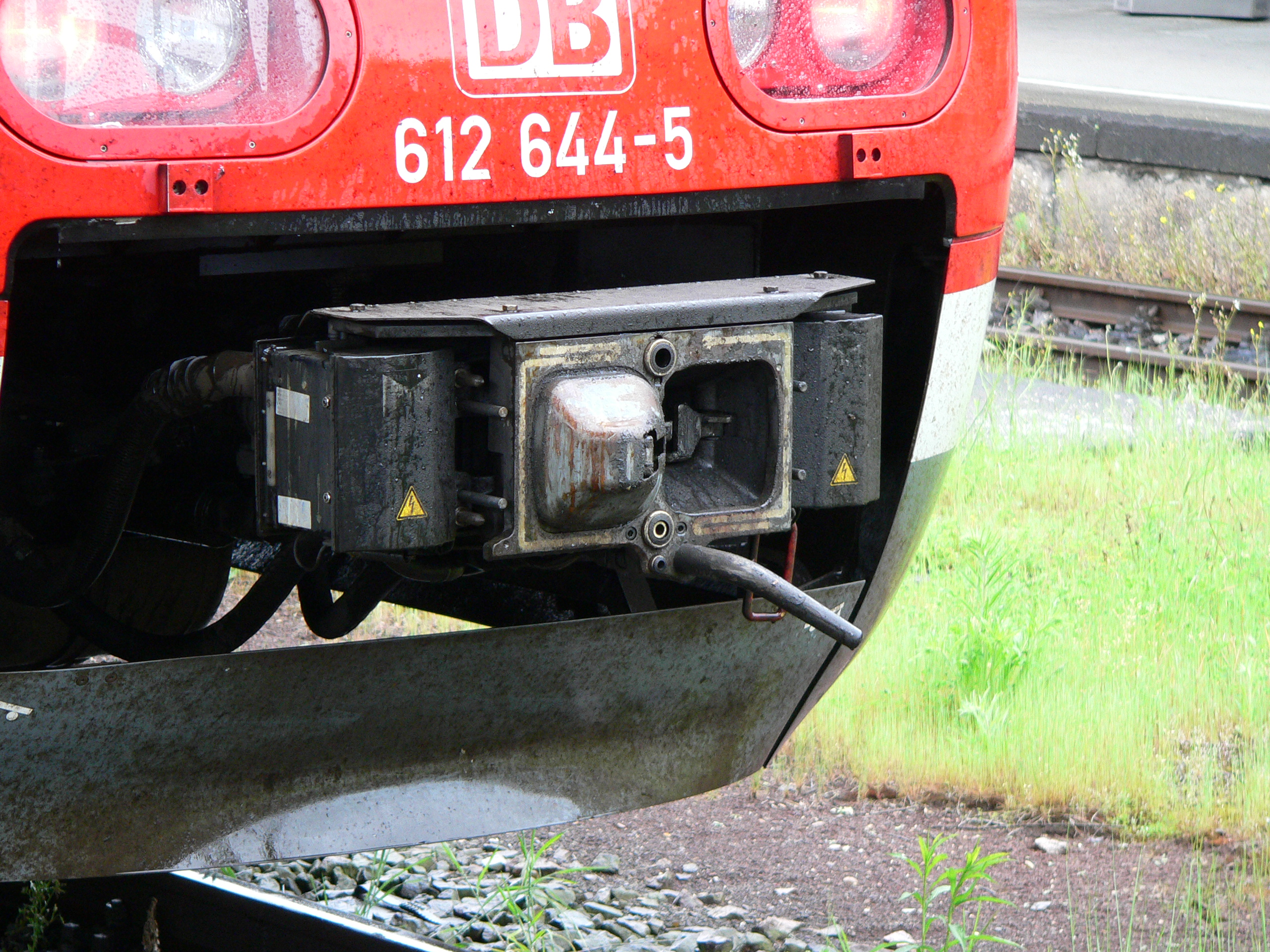
En typ av scharfenbergkoppel

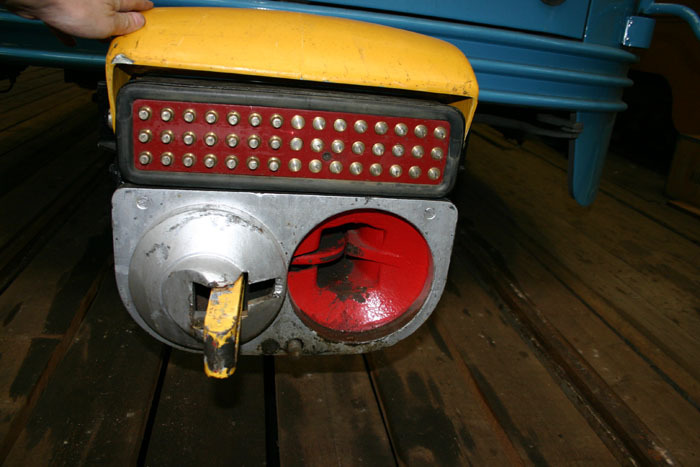
Scharfenbergkopplel på M25 med eldosan öppen

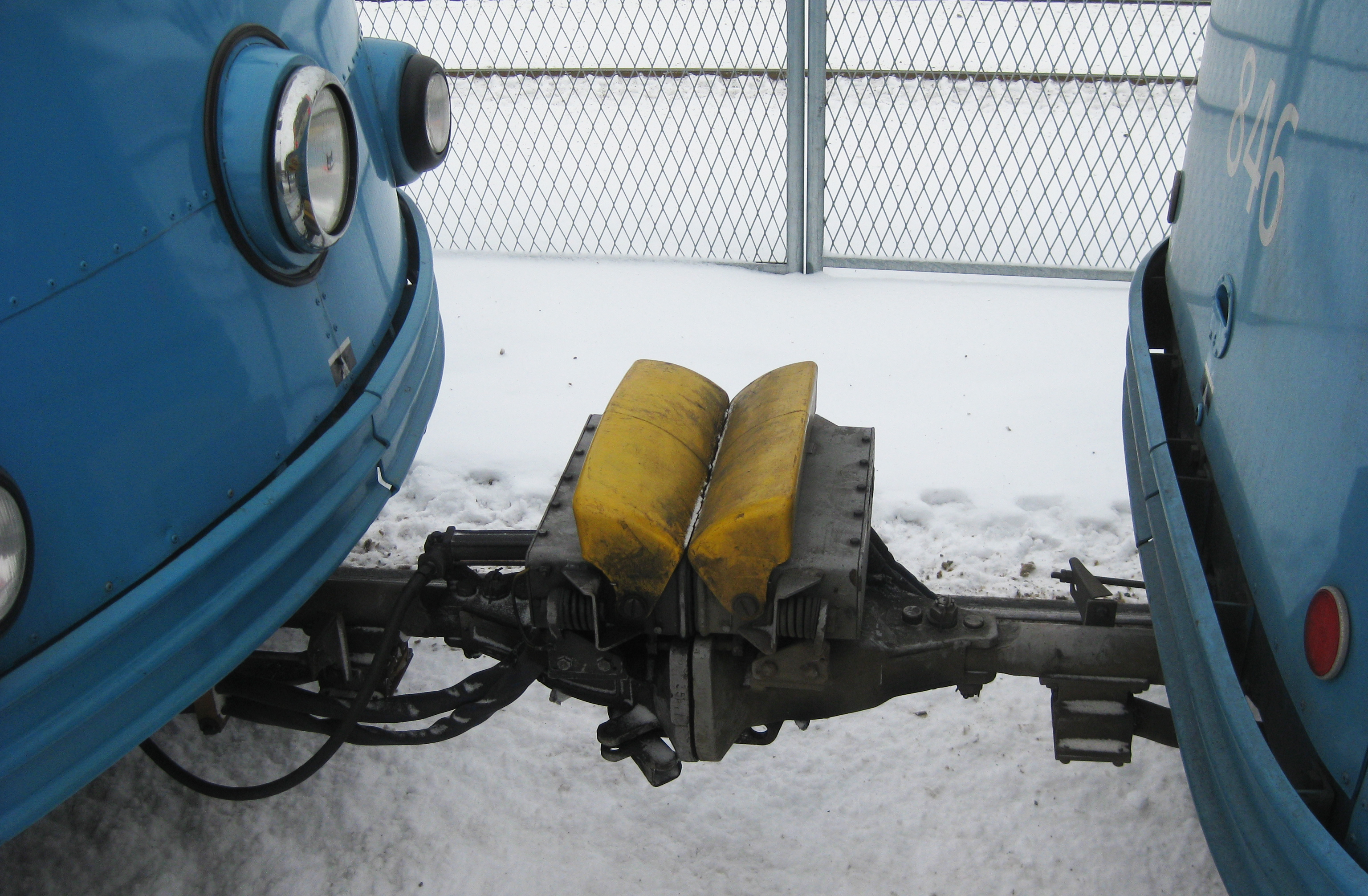
Scharfenbergkoppel mellan två spårvagnar.

Scharfenbergkoppel är en typ av automatkoppel av tvåkammartyp som används på motorvagnståg, rälsbussar och på spårvagnar. Koppelanordningen har fått sitt namn efter uppfinnaren, Karl Scharfenberg. Scharfenbergkopplet tillhör även kategorin "automatiska centralkoppel". Scharfenbergkopplet introducerades redan 1903. Det marknadsförs idag av firman Voith.
Det finns olika typer av scharfenbergkopplet. Gemensamt är att de har en stötdämpande anordning i sin koppelstång, samt två kammare i vilka de greppar i varandra. Vanligtvis manövreras kopplet från järnvägsfordonets eller spårvagnens förarplats, men utvändig losskopplning samt låsning av kopplet kan även ske. Ofta är också kopplet försett med eldosa för elektrisk ihopkoppling av fordonen. Vanligtvis används det för motorvagnar och liknande, där man bara kopplar ihop fordon av liknande typ. Elkoppling försvårar ytterligare hopkoppling av olika modeller av fordon, vilket oftast inte görs. Kopplen tål max omkring 1000 ton tågvikt, vilket gör dem olämpliga för godståg. Ofta fungerar de dåligt att koppla i kurva, vilket orsakat problem vid till exempel bärgning av fordon. Vid planerad hopkoppling behöver man stå på rakt och plant spår.
Göteborgs spårvägar AB spårvagnar, däribland pedalvagnar och M21 har eller hade denna koppeltyp. Även rälsbussen hos Statens Järnvägar, Y6, Y7 och Y8 (som inte längre är i trafik) har scharfenbergkoppel. Liksom X2000. Koppeltypen är idag (2017) standard hos nya spårfordon för persontrafik.